# ゲイブリエル・イビトエ
ゲイブリエル・イビトエ（Gabriel Ibitoye、1998年3月5日- ）は、イングランド出身のプロラグビーユニオン選手。プレミアシップ・ラグビーのブリストル・ベアーズに所属している。英語では、名を「ガブリエル」とは読まないので注意。 

## 経歴
11歳でラグビーを始めた。ブロムリーRFCを経て、12歳でハーレクインズのアカデミーに入団した。
2015年と2016年にU18イングランド代表に選出された。
2017年1月、ハーレクインズとしてサラセンズ戦でクラブデビューを果たした。同年、U20シックス・ネーションズに出場し、チームはグランドスラムを達成した。
2018年は、U20シックス・ネーションズと ワールドラグビーU20チャンピオンシップに出場。 2018年2月、当時イングランド代表ヘッドコーチのエディー・ジョーンズから、シニアチームのトレーニングに招集された。 
2020–21シーズンからフランストップ14のSUアジャンに加入したが、シーズン途中でモンペリエと契約した。 2021-22シーズンは、イスラエルのテルアビブ・ヒートと契約した。
2022–2023シーズンから、ブリストル・ベアーズに加入。2024–25シーズンのプレミアシップのレギュラーシーズンで13トライを記録し、レスター・タイガースのオリー・ハッセル＝コリンズと並んで最多トライ記録者となった。